# Domašov
Domašov (deutsch Domaschow) ist eine Gemeinde in Tschechien. Sie liegt 20 Kilometer westlich des Stadtzentrums von Brünn und gehört zum Okres Brno-venkov.

## Geographie
Domašov befindet sich in der Bobravská vrchovina in der Quellmulde des Baches Domašovský potok. Nordöstlich erhebt sich Košná hora (427 m), Südosten der Kaličný (431 m), südlich der Velký Okrouhlík (454 m). Gegen Südosten liegt der Teich Bahňák. Nördlich befindet sich der Naturpark Údolí Bílého potoka. Im Osten und Norden wird der Ort von der Autobahn D1/E 55/E 65 umfahren, die nächste Abfahrt 168 liegt bei Lesní Hluboké.
Nachbarorte sind Maršovský Mlýn, Šmelcovna, Braníškov und Maršov im Norden, Javůrek im Nordosten, Hvozdec und Veverské Knínice im Osten, Dolní Říčky und Říčky im Südosten, Chroustov und Mariánské Údolí im Süden, Litostrov und Zbraslav im Südwesten, Rudka im Westen sowie Lesní Hluboké im Nordwesten.

## Geschichte
Die älteste Erwähnung des Gutes Tomaschkow und des zugehörigen Dorfes Ostrovačice in einer auf den 26. November 1048 datierten Schenkungsurkunde Herzog Břetislavs I. an das Benediktinerkloster Rajhrad hat sich als Falsifikat aus dem 13. Jahrhundert erwiesen. Die Existenz der Pfarre in Domašov ist seit 1255 nachweislich. Kaiser Sigismund bestätigte dem Kloster 1436 alle seine Privilegien, einschließlich des Schenkungsbesitzes von 1048. 1468 besetzte während der Machtkämpfe um die böhmische Krone Herzog Viktorin, ein Sohn des böhmischen Königs Georg von Podiebrad, Domašov und Ostrovačice. Im Jahre darauf eroberte dennoch dessen Schwager Matthias Corvinus das Gebiet. Er entzog dem Kloster als Vergeltung dafür, dass das Stift Břevnov auf Seiten seines Gegners Georg von Podiebrad die Guter Domašov und Ostrovačice, und verpfändete diese an die Stadt Brünn. 1481 versuchte der Břevnover Abt Řehoř, seine Besitzansprüche gegen die Stadt Brünn gerichtlich durchzusetzen. 1499 löste das Kloster das Pfand gegen 2000 Dukaten wieder aus. Der Rajhrader Propst Jakub klagte 1506 erfolgreich von Wenzel von Ludanitz auf Eichhorn 1200 Schock Groschen ein, die sich dieser von den klösterlichen Untertanen angemaßt hatte. Nachdem am Ende des 16. Jahrhunderts Pfarre in Ostrovačice zeitweilig erlosch, wurde der Ort bis zum Beginn des 17. Jahrhunderts dem Pfarrer in Domašov zugeordnet. Nach der Aufhebung des Klosters Rajhrad im Jahre 1619 wurde die klösterlichen Güter konfisziert und 1620 an den Protestanten Sigmund Teuffenbach von Tiefenbach und Mayerhof auf Dürnholz verkauft. Nach Fürsprache seines Bruders Rudolf und Schwiegervaters Karl des Älteren von Zerotein wurde Sigmund Teuffenbach, dem keine Handlungen gegen den Kaiser nachzuweisen waren, nach der Schlacht am Weißen Berg von der Hinrichtung und dem Verlust seiner Güter begnadigt. Jedoch wurde es ihm untersagt, seinen Besitz in Mähren zu verkaufen und das Land zu verlassen. Sigmund Teuffenbach wurde danach zu einem Fürsprecher des Kaisers. 1627 konvertierte er zum Katholizismus. Bis zu seinem Tode im Jahre 1637 lebte Sigmund Teuffenbach hauptsächlich auf Schloss Dürnholz. Da er keine Nachkommen hinterließ fielen die Herrschaften Dürnholz, Eichhorn und Říčany sowie die Güter Domašov und Ostrovačice seinem Bruder Rudolf zu. Das wiedererrichtete Kloster Rajhrad kaufte Domašov und Ostrovačice schließlich von Rudolf Teuffenbach zurück. Nachdem 1676 in Ostrovačice ein neues Pfarrhaus gebaut worden war, ließ der Propst Cölestin 1676 den Pfarrsitz von Domašov nach Ostrovačice verlegen. Der Propst Otmar Konrad verkaufte 1782 die Wirtshäuser in Ostrovačice und Domašov. Von dem Erlös von 1000 Gulden ließ er das Pfarrhaus in Domašov wiederaufbauen. In den Jahren 1783 bis 1787 wurde die Straßenverbindung von Brünn nach Iglau zur Kaiserstraße ausgebaut.
Nach der Aufhebung der Patrimonialherrschaften bildete Domašov/Domaschow ab 1850 eine Gemeinde im Brünner Bezirk und ab 1921 im Okres Brno-venkov. Im Jahre 1948 wurde die Gemeinde dem Okres Rosice zugeordnet. Nach dessen Aufhebung kam Domašov 1961 zum Okres Brno-venkov zurück und Říčky wurde eingemeindet. 1990 ist Říčky wieder selbständig. Seit 1998 führt Domašov ein Wappen und Banner.

## Gemeindegliederung
Für die Gemeinde Domašov sind keine Ortsteile ausgewiesen.

## Sehenswürdigkeiten
- Pfarrkirche St. Laurentius, spätbarocker Bau aus dem Jahre 1765
- Pfarrhaus, errichtet 1782
- Friedhof, angelegt 1831
- ehemaliger Hof, heute Grundschule und Kindergarten
- Erholungsgebiet am Teich Bahňák